# Exogone convoluta
Exogone convoluta är en ringmaskart som beskrevs av Campoy 1982. Exogone convoluta ingår i släktet Exogone och familjen Syllidae. Inga underarter finns listade i Catalogue of Life.